# Le Rouge et le Noir (téléfilm, 1997)
Pour les articles homonymes, voir Le Rouge et le Noir (homonymie).

Le Rouge et le Noir est un  téléfilm français en deux parties de Jean-Daniel Verhaeghe, diffusé les 22 et 29 décembre 1997, adapté du roman éponyme de Stendhal.

## Synopsis
Julien Sorel est un beau jeune homme de dix-huit ans. Grâce à ses talents de latiniste et ses études en théologie, il quittera la scierie de son père et entrera comme précepteur chez le maire de Verrières, Monsieur de Rênal où il ne tardera pas à séduire l'épouse de celui-ci. Éloigné de Verrières, il entrera au séminaire mais se lassant vite de sa vie de séminariste, il échouera alors à Paris, où, là encore, il séduira la belle Mathilde de La Môle, jeune fille riche issue du grand monde. Ambitieux, Julien y fera son chemin dans le mensonge et la duperie.

## Fiche technique
- Réalisation : Jean-Daniel Verhaeghe
- Scénario : Jean-Daniel Verhaeghe et Danièle Thompson, d'après le roman Le Rouge et le Noir de Stendhal
- Musique : Philippe Sarde
- Photographie : Gérard Vigneron
- Montage : Wally Rebane
- Décors : Pierre Voisin
- Costumes : Ève-Marie Arnault
- Production : Laurence Bachman
- Genre : drame
- Dates de première diffusion :
  - France : 22[1] et 29 décembre 1997[2]

## Distribution
- Kim Rossi Stuart (VF : Emmanuel Curtil) : Julien Sorel
- Carole Bouquet : Mme de Rénal
- Judith Godrèche : Mathilde de La Môle
- Claude Rich : le marquis de La Môle
- Bernard Verley : Monsieur de Rénal
- Constanze Engelbrecht: Mme Derville
- Francesco Acquaroli (VF : Jean-Pierre Moulin) : le comte Altamira
- Maurice Garrel : l'abbé Chelan
- Rüdiger Vogler : l'abbé Pirard
- Claudine Auger : Mme de Fervaques
- Pierre Vernier : l'abbé Frilair
- Camille Verhaeghe : Elisa
- Olivier Sitruk : Fouqué
- Mireille Herbstmeyer: Mme Valenod
- Laurentine Milebo : la masseuse antillaise
- Michel Lagache : le garde qui conduit Julien Sorel à l'échafaud